# Jack Cutting
Pour l’article homonyme, voir Cutting.
Jack Cutting est un animateur et réalisateur américain ayant collaboré à plusieurs courts métrages produits par Walt Disney. Il est né le 19 janvier 1908 à New York et mort le 17 août 1988 à North Hollywood (Californie). Il est devenu dans les années 1940 le responsable du doublage pour les films Disney.

## Biographie
Jack Cutting débute aux studios Disney en 1929 comme animateur sur les premiers Mickey Mouse Dave Hand.
Il devient le premier assistant-réalisateur du studio sous la direction de David Hand avant de devenir réalisateur en 1938 sur Farmyard Symphony. Il participe au voyage en Amérique du Sud dans les années 1940. Dave Simpson écrit que Jack Cutting a été nommé responsable du doublage international à la suite de son travail sur Saludos Amigos (1942). Jimmy Johnson mentionne Jack Cutting comme responsable du doublage des films Disney en 1965 lors d'un voyage à Tokyo pour l'adaptation de Mary Poppins (1964).

## Filmographie
- 1929 : Springtime
- 1929 : The Merry Dwarfs
- 1930 : Summer
- 1930 : Autumn
- 1930 : Winter
- 1930 : Les Cloches de l'Enfer
- 1930 : Playful Pan
- 1931 : L'Assiette de porcelaine (The China Plate)
- 1931 : En plein boulot (The Busy Beavers)
- 1936 : Les Trois Petits Loups
- 1931 : Woody goguenarde (Birds of a Feather)
- 1931 : Le Vilain Petit Canard
- 1933 : L'Arche de Noé
- 1938 : Farmyard Symphony, réalisateur
- 1939 : Le Vilain Petit Canard, réalisateur
- 1942 : Saludos Amigos
- 1960 : Donald Duck and his Companions